# Cynorkis pinguicularioides
Cynorkis pinguicularioides är en orkidéart som beskrevs av Joseph Marie Henry Alfred Perrier de la Bâthie och Johan Hermans. Cynorkis pinguicularioides ingår i släktet Cynorkis, och familjen orkidéer. Inga underarter finns listade i Catalogue of Life.